# História da língua grega
Esta artigo é uma visão geral da história do grego.

## Origens
Existem diversas teorias a respeito da origem da língua grega. Uma delas sugere que ela teria se originado a partir da migração dos falantes do proto-grego para a península Grega, o que teria ocorrido entre 2500 e 1700 a.C.. Outra teoria sustenta que a migração para a Grécia teria ocorrido num período pré-proto-grego, durante o proto-indo-europeu tardio, e que as mudanças sonoras que caracterizam o grego teriam ocorrido posteriormente.

### Linear B
A primeira escrita utilizada para grafar o grego foi o silabário Linear B (que só veio a ser decifrado posteriormente em 1953), usado com o arcaico dialeto micênico. Após a queda da Civilização Micênica, durante o colapso da Idade do Bronze, houve um período de cerca de quinhentos anos durante o qual a escrita não foi usada ou, se o foi, não sobreviveu aos dias de hoje. A partir do período clássico da Grécia Antiga, o idioma passou a ser escrito no alfabeto grego.

## Dialetos do grego antigo
Durante os períodos arcaico e clássico do grego antigo, existiam três dialetos principais: o eólico, o jônico e o dórico, correspondentes às três principais tribos dos gregos, os eólios (que viviam principalmente nas ilhas do mar Egeu e na costa ocidental da Ásia Menor a norte de Esmirna), os jônios (em sua maioria habitantes da costa oeste da Ásia Menor ao sul de Esmirna e na própria cidade) e os dórios (especialmente nas cidades do Peloponeso, como Esparta, Creta e nas partes mais meridionais da Ásia Menor). A Ilíada e a Odisseia de Homero foram escritas numa espécie de jônico literário, com empréstimos dos outros dialetos. O jônico tornou-se, portanto, o idioma literário primário da Grécia Antiga até a ascensão de Atenas no fim do século V a.C.; já o dórico permaneceu o padrão para a poesia lírica, com autores como Píndaro e as odes corais das tragédias gregas.

### Grego ático
O grego ático, um subdialeto do jônico, foi durante séculos a língua de Atenas; a maior parte da literatura grega clássica que sobreviveu aos dias de hoje está no dialeto ático, incluindo os textos de Platão e Aristóteles.

## Koiné
Por séculos o grego conviveu com diversos dialetos; à medida que a cultura grega, sob Alexandre, o Grande (356-323 a.C.) e seus sucessores, se espalhou do Mediterrâneo Oriental até as fronteiras da Índia, o dialeto ático se tornou a base do dialeto koiné (Κοινή; "comum"). O idioma foi aprendido pelos habitantes das regiões conquistadas por Alexandre, o que transformou o grego numa língua mundial, cujo uso continuou a prosperar por todo o período helenístico (323 - 31 a.C.). Foi durante este período que a Septuaginta, a tradução grega da Bíblia hebraica, surgiu.

## Grego medieval e moderno
O grego foi a principal língua do Império Romano do Oriente e, posteriormente, a língua oficial do Império Bizantino até que sua capital, Constantinopla (antiga Bizâncio) foi conquistada pelos otomanos, em 1453. O grego falado durante este período é conhecido como grego medieval ou bizantino.
Com a fundação da Grécia como um Estado independente em 1829, o catarévussa (Καθαρεύουσα) form—"língua purificada", em grego—foi sancionado como idioma oficial, e única forma aceita do grego no país. A tentativa levou a uma guerra linguística (a 'Questão da Língua'), e a criação de facções literárias: os Dhimotikistés (Δημοτικιστές), que apoiavam o dialeto comum (demótico, dimotikí) e os Lóyii (Λόγιοι), ou Katharevusyáni (Καθαρευουσιάνοι), que apoiavam o "dialeto purificado". Até aquele ponto, o uso do dimotikí nos assuntos de Estado eram geralmente malvistos, ou até mesmo proibidos.
Com a queda da junta militar que dominou o país até 1974, e o fim da era do Metapolítefsi (1974–76), o dialeto demótico passou a ser aceito como a forma do idioma a ser usada tanto de facto quanto de jure pelo governo grego, embora o movimento catarévussa tenha deixado marcas na língua.